# Bromus coloratus
Bromus coloratus är en gräsart som beskrevs av Ernst Gottlieb von Steudel. Bromus coloratus ingår i släktet lostor, och familjen gräs. Inga underarter finns listade i Catalogue of Life.